# Borg (biologia)
Borg – potoczna nazwa bardzo długich pozachromosomalnych łańcuchów DNA zidentyfikowanych w 2021 roku. W momencie odkrycia struktury te były największymi łańcuchami DNA znalezionymi poza chromosomami.
Zidentyfikowano 19 różnych typów borgów współistniejących z archeonami z rodzaju Methanoperedens w 4 odrębnych ekosystemach. Borgi zostały znalezione w trakcie poszukiwań wirusów mogących infekować archeony. Badania sugerują, że jest to nowy typ archeonowego elementu pozachromosomalnego o wyraźnym pochodzeniu ewolucyjnym. Podobieństwo sekwencji genów, filogeneza i lokalna rozbieżność składu sekwencji wskazują, że wiele ich genów zostało zasymilowanych (stąd nazwa nawiązująca do rasy Borg (Star Trek) z uniwersum Star Treka) z utleniających metan archeonów Methanoperedens.
Struktury borg są liniowe i mają długość od 600 tysięcy do 1 miliona zasad, co czyni je najdłuższymi łańcuchami DNA znalezionymi poza chromosomami. Mają wspólną organizację genomu, w tym długie odwrócone powtórzenia końcowe i unikatowe w całym genomie doskonałe, bezpośrednie powtórzenia tandemowe, które są międzygenowe lub generują powtórzenia aminokwasowe. Struktury te wydają się zwiększać zdolność oddechową archeonów oraz zwiększać ich zdolność do utleniania metanu. Borgi mogą więc odgrywać pewną rolę w obiegu metanu w przyrodzie i tym samym w emisji gazów cieplarnianych. Jednak działanie części genów borgów nie jest jeszcze znane.
Badania nad tymi strukturami utrudnia fakt, że na razie (2021) nie udaje się hodować Methanoperedens w warunkach laboratoryjnych.